# チェンバー・ロック
チェンバー・ロック（英語：chamber rock）は、ロック以外のジャンルと結びつきが強いプログレッシブ・ロックのなかでも、とりわけ室内楽的なアプローチを大きく打ち出した音楽ジャンルである。

## 概要
室内楽（チェンバー・ミュージック）で用いられる管楽器、弦楽器をロックに組み入れた構成が特徴。1960年代のバロック・ロックから始まるロックにクラシック楽器を使用する流れの中で誕生したため、バロック・ロックの一つと見なされることもある。1969年に発表されたThird Ear BandのAlchemyを皮切りに室内楽を取り入れる試みが行われ、1970年代にチェンバー・ロック自体の概念が確立された。イギリスのHenry Cowが提唱したRIO（Rock in Opposition）運動に参加したアーティストに本カテゴリーに属するアーティストが多い。

## 主なアーティスト
- Univers Zero（ユニヴェル・ゼロ）－ベルギー
- Art Zoyd－フランス
- Julverne（ジュルヴェルヌ）－ベルギー
- ZNR－フランス
- Present（プレザン）－ベルギー
- Miriodor（ミリオドール）－カナダー
- Gatto Marte－イタリア
- Aranis (アラニス)－ベルギー
- Aksak Maboul (アクサク・マブール)－ベルギー
- Art Bears－イギリス
- Henry Cow－イギリス
- Third Ear Band－イギリス